# Polyura thibetanus
Polyura thibetanus är en fjärilsart som beskrevs av Charles Oberthür 1891. Polyura thibetanus ingår i släktet Polyura och familjen praktfjärilar. Inga underarter finns listade i Catalogue of Life.